# 盘龙彝族乡
盘龙彝族乡是中华人民共和国云南省文山壮族苗族自治州砚山县下辖的一个民族乡。

## 行政区划
盘龙彝族乡下辖以下村级行政区划单位：
盘龙村、三合村、翁达村、腻姐村和明德村。